# إرولان جاموباييف
إيرولان كينجيبيكولي جاموباييف (بالقازاقية: Ерұлан Кенжебекұлы Жамаубаев) (من مواليد 25 مارس 1974) هو سياسي كازاخستاني شغل منصب وزير المالية منذ 18 مايو 2020 حتى فبراير 2024.

## سيرة شخصية

### النشأة والتعليم
ولد جاموباييف في منطقة ألماتي في جمهورية كازاخستان الاشتراكية السوفياتية في عام 1974. تخرج من جامعة ناركسوز عام 1995 وكان هناك مدرسًا متدربًا ومعلمًا. في عام 2009، حصل جاموباييف على درجة الماجستير في إدارة الأعمال مع شهادة في الإدارة الإستراتيجية.

### حياة مهنية
من عام 1998 إلى عام 2006، كان جاموباييف محللًا رائدًا، وكبير المحللين المتخصصين، ورئيس القسم، ونائب مدير إدارة البحوث والإحصاء في البنك الوطني الكازاخستاني. وفي عام 2006، أصبح مديرًا لقسم البنك حتى تم تعيينه مديرًا إداريًا لبنك توفير إنشاءات الإسكان الكازاخستاني JSC في عام 2014.
وفي 29 نوفمبر 2018 تم تعيينه مساعدًا لرئيس كازاخستان قبل أن يتم إعفاؤه ليصبح السكرتير التنفيذي لوزارة المالية في 22 مارس 2019.
ترقى لاحقًا في 18 مايو 2020 منصب وزير المالية في حكومة مامين، وبقي وزيرًا حتى فبراير 2024.